# 朝倉教景 (宗滴の兄)
朝倉 教景（あさくら のりかげ）は、室町時代中期から後期にかけての武士。朝倉氏の一族。

## 略歴
朝倉氏7代当主・朝倉孝景（英林）の子として誕生した。同腹の弟に、この兄の死後に同じ仮名と諱を名乗った小太郎教景（宗滴）がいる。朝倉家には他にも教景を名乗った人物が多数いるため、この人物はしばしば法名の以千宗勝を併記して区別される。
孝景と正室桂室永昌の間に生まれた嫡系の男児で、叔父である光玖の養子（猶子）となり、庶系である兄の景総より常に上席として扱われた。景総はこれを恨みに思い、文明16年（1484年）7月13日に相撲場において教景を殺害したという。
曽祖父教景以降3代にわたる朝倉宗家当主の仮名「小太郎」を称し、さらに朝倉家にとって由緒ある諱「教景」を名乗っていることから、以千宗勝あるいは宗滴の2人の教景こそが英林孝景の本来の家督継承者であったとする見方がある。